# 田中晃 (哲学者)
田中 晃（たなか あきら、1906年12月10日 - 1998年5月17日）は、日本の教育者、哲学者。山口大学第2代目学長。同大名誉教授。文学博士（1944年、九州大学にて取得）。雅号は周陽。

## 略歴
1906年山口県防府市の生まれ。旧制山口高等学校を経て、1930年九州帝国大学哲学科を卒業。1938年に広島高等学校教授兼九州帝国大学助教授、1944年より九州帝国大学専任となる。1952年より山口大学文理学部西洋哲学科教授。1944年8月、九州大学にて、「プラトンとアリストテレス」で文学博士。1958年山口大学第2代目学長に就任（1962年まで）。同大名誉教授、1970年より山口女子大学（現・山口県立大学）学長・名誉教授。宇部工業高等専門学校初代校長でもある。1998年5月17日、胸部大動脈瘤破裂のため死去。

## 研究・論文・活動
- 1969年 - 第20回 西日本哲学会 提題「意識と存在」
- 田中晃「道元禅解釈の一視点 : 「即心是仏」の心について」『哲学論文集』第22巻、九州大学哲学会、1986年9月、21-38頁、CRID 1390572174717678720、doi:10.15017/1397698、hdl:2324/1397698、ISSN 0285-774X。

## 著書・共著
- 田中晃, 「意識と存在」『哲学』 1975巻 25号 1975年 p.108-119, doi:10.11439/philosophy1952.1975.108
- 『正法眼蔵の哲学』（法蔵館、1982年)

## 栄典
- 1978年 - 勲二等旭日重光章を受章。